# Fernand Jourdenais
Fernand Jourdenais (né le 25 mars 1933 et mort le 29 février 2016) est un homme d'affaires, négociant et homme politique fédéral du Québec.

## Biographie
Né à Montréal, il devient député du Parti progressiste-conservateur du Canada dans la circonscription fédérale de La Prairie en 1984. Réélu en 1988, il est défait par le bloquiste Richard Bélisle en 1993.